# Лама Дорджі
Лама Дорджі (1726/1728 — 12 січня 1753) — 8-й хан Джунгарії в 1749—1753 роках.

## Життєпис
Походив з ойратського племені чорос. Старший син Галдан-Церена, хунтайджі Джунгарії. Народився 1726 або 1728 року. З кінця 1730-х років брав участь у військових походах проти казахів. У 1741—1742 роках спільно з нойоном Септенєм очолював великий похід проти Середнього і Молодшого жузів. Згодом брав участь у війні проти Кокандського бекства. У 1745 році після смерті батька не здобув влади, оскільки був сином наложниці.
У 1749 році підтримав заколот ламаїстського духівництва і зайсанів проти свого зведеного брата Амджи Намг'ял-хунтайджі. Саме Лама Дорджі на чолі повсталих завдав поразки нойону Даши-Дава, захопив брата. Потім наказав виколоти йому очі й заслати до Аксу. Відтак став новим володарем Джунгарії. Урочисте сходження на трон відбулося 12 жовтня 1750 року. На той час колишнього хунтайджі було вбито. Новим правитель Джунгарії взяв собі ім'я Лама-Ердені-Батур-хунтайджі.
Новим володар стикнувся з фінансового і господарського кризою, внутрішніми заворушеннями в державі, посиленням загроз з боку імперії Цін та казахських жузів. Також занепали заводи з обробки міді, срібла, золота, виготовлення гармат. Залишився тільки шкіряний завод. Лама Дорджі намагався налагодити карбування власних монет. Усіляко сприяв внутрішньому розгардіяшу цінський імператор Хунлі, що висунув до кордонів з Джунгарією значні війська. У 1751 році проти хунтайджі повстали нойони Дабачі і Амурсана, які намагалися посадити на трон малолітнього брата Лами Дорджі — Цеван Даші (Мокушу), але зазнали поразки. Лама Дорджі заслав брата до Аксу, а потім стратив. Заколотники втекли до Середнього жуза.
Втім Лама Дорджі намагався продовжувати політику попередніх хунтайджі щодо затвердження влади Джунгарії в південному Казахстані та Ферганській долині. Протягом 1751 року вдалося відновити владу в Шаші та його околицях, також скориставшись боротьбою в Коканді посадити на трон союзного володаря — Баба-бека. Разом з тим джунгарський хан фактично визнав рівність і незалежність Старшого і Середнього жузів.
Втім збурення беків і нойонів тривало. Близько 2 тис. знатних осіб втекло до Середнього жуза, де збирав війська Дабачі. У 1752 році Лама Дорджі відправив війська проти Середнього жуза, але ті зазнали поразки в декількох битвах від султана Аблая. Невдача істотно підірвала авторитет хунтайджі. До цього додалося стихійне лихо — 1752 році сталася велика навала сарани, що знищила поля й садиби. Водночас основні сили Лами Дорджі зав'язли у війні проти казахів. Цим скористався даваці, що взимку 1752—1753 року здійснив рейд до Джунгарії, де раптово атакували ставку хунтайджі, що практично не мала охорони. У бою з ворогами Лама Дорджі загинув. Новим правителем Джунгарії було оголошено Дабачі.